# Larry the Cable Guy
Daniel Lawrence "Larry" Whitney (bekend onder de artiestennaam Larry the Cable Guy; Pawnee City, Nebraska, 17 februari 1963) is een Amerikaans (stem)acteur, komiek, en zanger van countrymuziek.
Hij is een van de leden van de Blue Collar Comedy Tour. In zijn carrière heeft hij zeven muziekalbums uitgebracht, waarvan drie de status van gouden plaat behaalden. Als stemacteur verwierf hij bekendheid door het inspreken van de stem van het personage Takel (Mater) in de film Cars en de spin-offs Cars Toons en Cars 2 en 3.

## Radioprogramma's
- KKAR 1290 AM in Omaha, Nebraska
- KGDE 101.9 The Edge in Omaha, Nebraska
- KEZO "Z-92" in Omaha, Nebraska
- KQRC 98.9 FM "The Rock" in Kansas City
- KMYZ "Z104.5 The Edge" in Tulsa, Oklahoma
- WYNF 94.9 FM "95YNF" in Tampa, Florida
- WJRR 101One in Orlando, Florida
- WDIZ in Panama City, Florida
- WPLA "Planet Radio" 107.3 in Jacksonville, Florida
- WIYY 97.9 "98 Rock" in Baltimore, Maryland
- WPYX in Albany, New York
- WHEB in Portsmouth, New Hampshire
- KTPI-FM in Tehachapi, California
- WPBZ 103.1 "The Buzz" in West Palm Beach, Florida
- Blue Collar Radio op Sirius XM Radio

## Discografie
| Titel                                                         | Details                                                         | Hitlijstposities | Hitlijstposities | Hitlijstposities | Certifications (sales thresholds) |
| Titel                                                         | Details                                                         | US Comedy        | US Country       | US               | Certifications (sales thresholds) |
| ------------------------------------------------------------- | --------------------------------------------------------------- | ---------------- | ---------------- | ---------------- | --------------------------------- |
| Lord, I Apologize                                             | - Uitgebracht: 10 oktober 2001 - Label: Hip-O Records           | 1                | 53               | —                | - US: Gold                        |
| A Very Larry Christmas                                        | - Uitgebracht: 16 november, 2004 - Label: Warner Bros. Records  | 1                | 8                | 43               | - US: Gold                        |
| The Right to Bare Arms                                        | - Uitgebracht: 29 maart, 2005 - Label: Warner Bros. Records     | 1                | 1                | 7                | - US: Gold                        |
| Morning Constitutions                                         | - Uitgebracht: 3 april, 2007 - Label: Warner Bros. Records      | 1                | 5                | 16               |                                   |
| Christmastime in Larryland                                    | - Uitgebracht: 3 oktober, 2007 - Label: Warner Bros. Records    | 1                | 12               | 42               |                                   |
| On the Can                                                    | - Uitgebracht: 21 juli, 2009 - Label: Warner Bros. Records      | 7                | 50               | —                |                                   |
| Tailgate Party                                                | - Uitgebracht: 22 september, 2009 - Label: Warner Bros. Records | 1                | 19               | 71               |                                   |
| The Best of Larry the Cable Guy                               | - Uitgebracht: 16 november, 2010 - Label: Warner Bros. Records  | 4                | 72               | —                |                                   |
| Them Idiots: Whirled Tour (met Bill Engvall enJeff Foxworthy) | - Uitgebracht: 13 maart, 2012 - Label: Warner Bros. Records     | 1                | 45               | —                |                                   |
| "—" album komt niet voor in deze hitlijst                     |                                                                 |                  |                  |                  |                                   |

## Filmografie
- Larry the Cable Guy: Git-R-Done (2003)
- Blue Collar Comedy Tour: The Movie (2003)
- Blue Collar Comedy Tour: Rides Again (2004)
- Blue Collar TV (2004–2006) als Various Characters
- Larry the Cable Guy: Health Inspector (2006)
- Cars (2006) als Takel
- Takel en het spooklicht (2006) als Takel
- Blue Collar Comedy Tour: One For the Road (2006)
- Delta Farce (2007) als Larry
- Witless Protection (2008) als Deputy Larry Stalder
- Cars Toons (2008–2011) als Takel
- Comedy Central Roast (2009)
- Larry the Cable Guy's Hula-Palooza Christmas Luau (2009)
- Larry the Cable Guy: Tailgate Party (2010)
- Cars 2 (2011) als Takel
- Tooth Fairy 2 (2012) als Larry Guthrie
- Disney Infinity (2013) als Takel
- Jingle All The Way 2 (2014) als Larry
- Cars 3 (2017) als Takel
- Cars on the Road (2022) als Takel